# Biblioteca di Pergamo
La biblioteca di Pergamo, talvolta chiamata biblioteca degli Attalidi, fu uno dei più grandi centri di cultura greca dell'età ellenistica. La città viveva una politica di pace con Roma e già dal III secolo a.C. sviluppò un clima favorevole alla cultura, soprattutto grazie alla figura del re Attalo I, che chiamò alla sua corte letterati e artisti e fu egli stesso uno scrittore.
La fondazione della biblioteca è da attribuire a Eumene II, successore di Attalo, che chiamò a corte Cratete di Mallo, filosofo stoico e studioso di Omero, che perfezionò la tecnica per produrre la pergamena, già conosciuta ma non ancora ampiamente sfruttata. Secondo Plinio il Vecchio, questo supporto fu inventato dallo stesso Eumene II in seguito a un editto del sovrano egizio Tolomeo V che vietò l'esportazione dei rotoli di papiro da Alessandria, la più ricca del mondo antico, per evitare l'incremento della rivale biblioteca di Pergamo.

## Storia

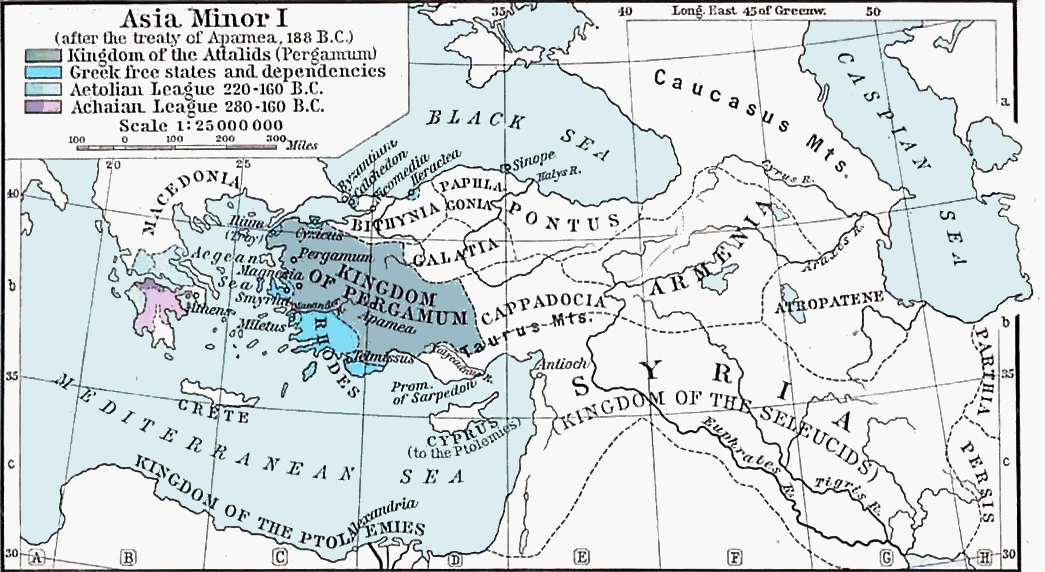
Mappa dell'Asia Minore, con il Regno di Pergamo intorno al 188 a.C.

### La città di Pergamo
Fondata durante l'epoca ellenistica, Pergamo o Pergamon fu un'importante città della Grecia antica, posta in Anatolia. È ora la sede della moderna città turca di Bergama. Governata dalla dinastia degli Attalidi, la città salì alla ribalta come centro amministrativo col suo re Eumene II, che formò un'alleanza con la Repubblica romana, tagliando i legami con i Greci.

Sotto re Eumene II, Pergamo divenne ricca e sviluppò una popolazione di circa 200.000 abitanti. Culturalmente ebbe rivali solo con le città di Alessandria d'Egitto e Antiochia. Molte importanti opere di scultura e architettura furono prodotte in questo periodo, tra cui il rinomato Grande Altare di Pergamo. Alla morte di Attalo III, figlio di Eumene II, nel 133 a.C., Pergamo fu lasciata in eredità alla Repubblica romana. Dopo la caduta di Costantinopoli, Pergamo divenne parte dell'Impero ottomano.

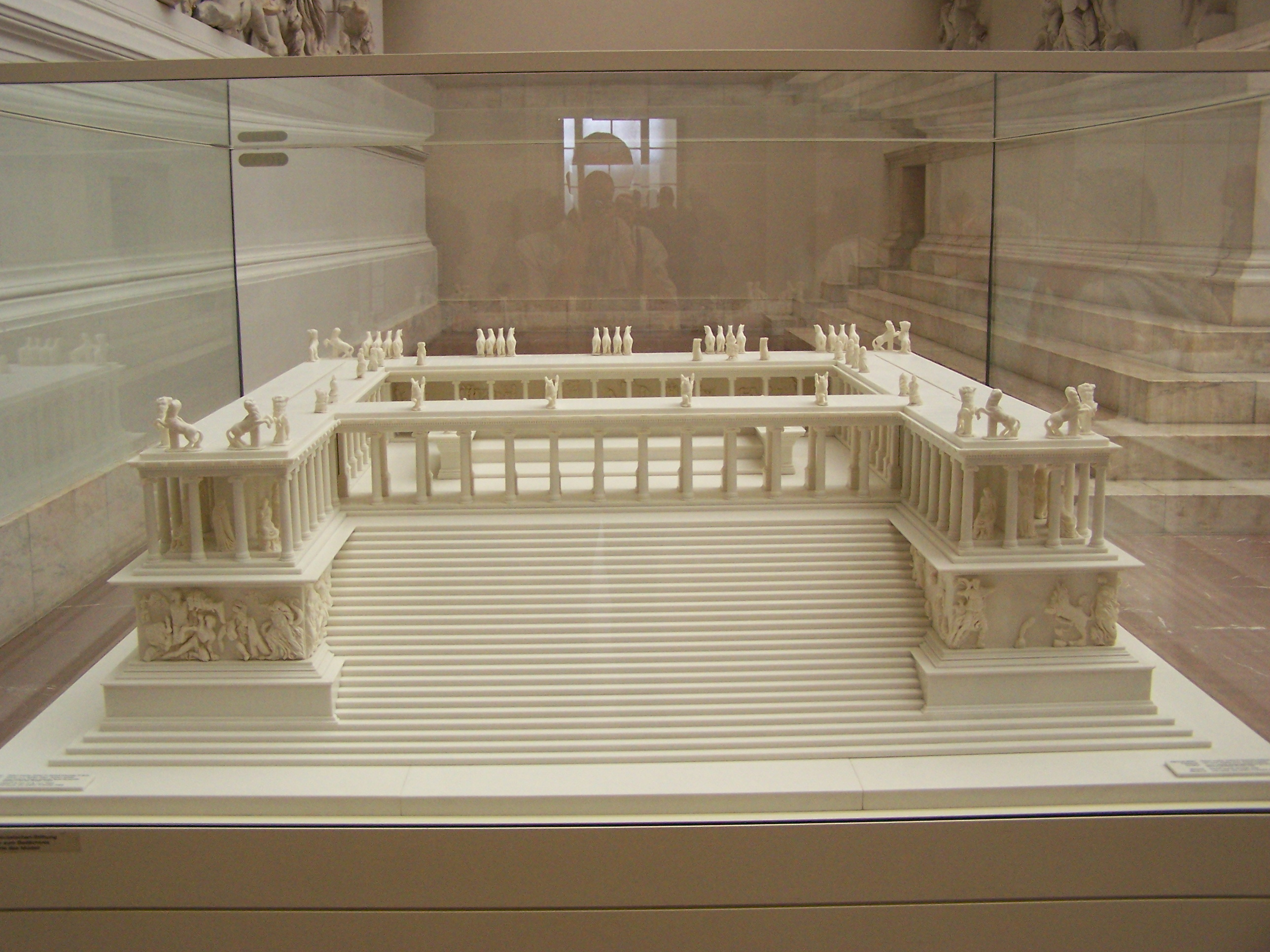
Modello dell'Altare di Pergamo, Berlino 2007.

Pergamo fu inoltre un'importante città del Nuovo Testamento e venne citata da Giovanni evangelista quale una delle Sette Città della Rivelazione nella sua Apocalisse. Le rovine di Pergamo e la sua biblioteca sono ora importanti siti archeologici della Turchia.

### La biblioteca di Pergamo
Pergamo fu sede di una biblioteca che si presume custodisse circa 200.000 volumi, secondo gli scritti di Plutarco (testimonianza da prendere comunque con cautela dato che le cifre si possono facilmente corrompere nella trasmissione testuale). Costruita da Eumene II e situata nella parte settentrionale dell'Acropoli, divenne uno delle più importanti biblioteche antiche. La leggenda narra che Marco Antonio in seguito diede a Cleopatra tutti i 200.000 volumi di Pergamo per la Biblioteca di Alessandria come regalo di nozze, svuotando gli scaffali e terminando quindi il predominio della Biblioteca di Pergamo. Non esiste oggi un indice o catalogo dei contenuti della biblioteca, rendendo impossibile conoscere la vera dimensione e la portata di questa collezione.
Resoconti storici sostengono che la biblioteca possedeva una grande sala di lettura principale (13, 5 × 16 m), allineata con molte mensole. Uno spazio veniva lasciato vuoto tra le pareti esterne e le mensole per permettere la circolazione dell'aria. Questo aveva lo scopo di evitare che la biblioteca diventasse eccessivamente umida nel clima caldo dell'Anatolia e può essere visto come un primo tentativo di conservazione preventiva del libro. I manoscritti erano scritti su pergamena, arrotolati e poi archiviati su questi scaffali. Una statua di Atena, la dea della saggezza, si trovava nella principale sala lettura.

## Pergamena

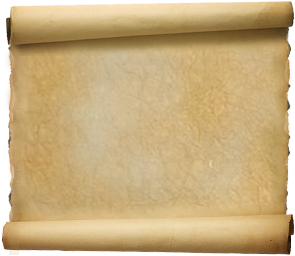
Rotolo di pergamena

Pergamo viene riconosciuta come l'originatrice ed eponima della pergamena appunto (charta pergamena). Prima della creazione della pergamena, i manoscritti venivano trascritti su papiro, che era prodotto ad Alessandria. Quando i Tolomei d'Africa rifiutarono di esportare papiro a Pergamo, Re Eumene II comandò che si trovasse un'altra fonte di fornitura. Ciò condusse alla produzione di pergamena, fatta di fogli sottili di pelle di pecora o capra. La pergamena ridusse la dipendenza dell'Impero Romano dal papiro egiziano e permise una maggior diffusione di conoscenza in tutta l'Europa e Asia. Naturalmente, l'introduzione della pergamena accrebbe grandemente il patrimonio librario della Biblioteca di Pergamo.